# Baldassarre d'Anna
Baldassarre d'Anna (Venise, vers 1560 - après 1639) est un peintre italien baroque de l'école vénitienne qui a été actif à Venise à la fin du XVIe et au début du XVIIe siècle.

## Biographie
Baldassarre d'Anna (ou Baldassare d'Anna) est né à Venise d'une famille flamande et s'est formé auprès de Leonardo Corona. La date de sa mort est incertaine, mais il semble avoir été vivant en 1639. 
Pendant plusieurs  années, il a étudié auprès de Corona, et lors de la mort du peintre il termina plusieurs de ses œuvres restées inachevées.
Sa propre activité semble avoir été limitée à la production de pièces pour plusieurs églises et quelques maisons privées à Venise.
Les anciens guides et descriptions de la ville font état d'un nombre considérable de tableaux réalisés par ses soins. Rares sont ceux qui nous sont parvenus.

## Œuvres
- Approbation de l'Ordre de la Très Sainte Trinité ou de la rédemption des esclaves Église Santa Maria Formosa 1619
- Crucifixion, église san Lorenzo, Venise[1]
- Saint Georges, église san Giorgio, Motovun (Montona), Istrie[2]
- Nativité, étude en l'honneur de Carlo Castiglioni prefetto dell'Ambrosiana, Page 318, Biblioteca ambrosiana - 1957.